# Championnat de France de basket-ball de Nationale féminine 2
Le championnat de France de basket-ball de Nationale féminine 2 (NF2) est la quatrième division nationale du basket-ball féminin en France et la deuxième amateur, derrière la Nationale féminine 1.
Il est placé sous l’égide de la Fédération française de basket-ball.

## Histoire
Anciennement nommé « Nationale féminine 3 », il est renommé en 2010 « Nationale féminine 2 », à la suite du changement de nom de la NF1 en Ligue féminine 2.

## Déroulement de la compétition
Actuellement, le championnat est composé de 47 clubs répartis en quatre poules (trois à 12 équipes et une à 11).

## Palmarès
| Année                                        | Champion                                                                 | Vice-champion                                                            |
| -------------------------------------------- | ------------------------------------------------------------------------ | ------------------------------------------------------------------------ |
| Sous la dénomination de Nationale féminine 3 |                                                                          |                                                                          |
| 1999                                         |                                                                          |                                                                          |
| 2000                                         |                                                                          |                                                                          |
| 2001                                         |                                                                          |                                                                          |
| 2002                                         |                                                                          |                                                                          |
| 2003                                         |                                                                          |                                                                          |
| 2004                                         |                                                                          |                                                                          |
| 2005                                         | Basket Comminges Salies-du-Salat                                         |                                                                          |
| 2006                                         |                                                                          |                                                                          |
| 2007                                         |                                                                          |                                                                          |
| 2008                                         | Castelnau-le-Lez Basket                                                  |                                                                          |
| 2009                                         | Élan béarnais Pau-Mourenx                                                |                                                                          |
| 2010                                         | Basket Landes rés.                                                       |                                                                          |
| Sous la dénomination de Nationale féminine 2 |                                                                          |                                                                          |
| 2011                                         | AS Aulnoye-Aymeries                                                      | Etoile Sportive Gimontoise Basket                                        |
| 2012                                         | Istres Sports BC                                                         | CA Brive Corrèze Basket                                                  |
| 2013                                         | Roquebrune-Cap-Martin Basket                                             | Eveil Garnachois Basket Vendée                                           |
| 2014                                         | Basket Club Montbrison Féminines                                         | Stade Marseillais Université Club                                        |
| 2015                                         | Pays voironnais BC                                                       | US Orthez Basket                                                         |
| 2016                                         | Pays rochelais 17                                                        | Trégueux Langueux Basket Armor 22                                        |
| 2017                                         | Monaco BA                                                                | Le Poinçonnet Basket                                                     |
| 2018                                         | CO Trith-Saint-Léger Basket                                              | Sainte Savine Basket                                                     |
| 2019                                         | Limoges ABC                                                              | AL Caluire Basket                                                        |
| 2020                                         | Compétition définitivement arrêtée en raison de la pandémie de Covid-19. | Compétition définitivement arrêtée en raison de la pandémie de Covid-19. |
| 2021                                         | Compétition définitivement arrêtée en raison de la pandémie de Covid-19. | Compétition définitivement arrêtée en raison de la pandémie de Covid-19. |
| 2022                                         | Stade français Paris                                                     | Anglet Côte Basque Basket                                                |
| 2023                                         | Martigues Sport Basket                                                   | Annemasse Basket Club                                                    |
| 2024                                         | Ambitions Girondines                                                     | ALL Jura Basket                                                          |
| 2025                                         | -                                                                        | -                                                                        |